# Siikamatala (klippor)
Siikamatala är öar i Finland. De ligger i Bottenviken och i kommunen Ijo i landskapet Norra Österbotten, i den norra delen av landet. Öarna ligger omkring 55 kilometer norr om Uleåborg och omkring 590 kilometer norr om Helsingfors.
Arean för den av öarna koordinaterna pekar på är 0,4 hektar och dess största längd är 140 meter i nord-sydlig riktning. Närmaste större samhälle är Kuivaniemi, 10,6 km norr om Siikamatala.

## Klimat
Inlandsklimat råder i trakten. Årsmedeltemperaturen i trakten är 0 °C. Den varmaste månaden är augusti, då medeltemperaturen är 14 °C, och den kallaste är januari, med −16 °C.